# Alkmaar '54 in het seizoen 1959/60
Het seizoen 1959/1960 was het zesde jaar in het bestaan van de Alkmaarse betaaldvoetbalclub Alkmaar '54. De club kwam uit in de Eerste divisie B en eindigde daarin op de eerste plaats, dit betekende rechtstreekse promotie naar de Eredivisie.

## Wedstrijdstatistieken

### Eerste divisie B
|       | AGOVV | D.F.C. | DHC   | De Graafschap | Eindhoven | Go Ahead | Helmondia '55 | Heracles | Hermes DVS | Leeuwarden | Limburgia | RBC   | RCH   | SHS   | VSV   | ZFC   |
| ----- | ----- | ------ | ----- | ------------- | --------- | -------- | ------------- | -------- | ---------- | ---------- | --------- | ----- | ----- | ----- | ----- | ----- |
| Thuis | 0 – 0 | 2 – 0  | 3 – 1 | 2 – 1         | 5 – 2     | 2 – 2    | 2 – 2         | 2 – 1    | 1 – 2      | 3 – 2      | 3 – 2     | 2 – 0 | 3 – 2 | 5 – 1 | 1 – 4 | 3 – 1 |
| Uit   | 0 – 1 | 0 – 0  | 5 – 1 | 1 – 1         | 2 – 1     | 1 – 5    | 2 – 1         | 2 – 2    | 1 – 2      | 2 – 1      | 1 – 3     | 0 – 3 | 3 – 3 | 2 – 3 | 1 – 0 | 1 – 2 |

## Statistieken Alkmaar '54 1959/1960

### Eindstand Alkmaar '54 in de Nederlandse Eerste divisie B 1959 / 1960
| Stand | Gespeeld | Gewonnen | Gelijk | Verloren | Punten | Doelpunten voor | Doelpunten tegen |
| ----- | -------- | -------- | ------ | -------- | ------ | --------------- | ---------------- |
| 1e    | 34       | 18       | 7      | 7        | 43     | 68              | 47               |

### Topscorers
| Competitie \| # \| Naam \| \| \| ----------------- \| -------------- \| -- \| \| 1. \| Sepp Seemann \| 17 \| \| 2. \| Piet Buis \| 12 \| \| 3. \| Loek den Edel \| 9 \| \| 3. \| Jan Smidt \| 9 \| \| 5. \| Bonnie Bult \| 6 \| \| 5. \| Hein Pitters \| 6 \| \| 7. \| Jan Kooge \| 3 \| \| 8. \| Henk Tijm \| 2 \| \| 8. \| Nico Wagemaker \| 2 \| \| 10. \| Cor Blaauw \| 1 \| \| Onbekend doelpunt \| \| \| \| – \| Onbekend \| 1 \| \| Totaal \| Totaal \| 68 \| |                |      |
| # | Naam           | Goal |
| 1. | Sepp Seemann   | 17   |
| 2. | Piet Buis      | 12   |
| 3. | Loek den Edel  | 9    |
| 3. | Jan Smidt      | 9    |
| 5. | Bonnie Bult    | 6    |
| 5. | Hein Pitters   | 6    |
| 7. | Jan Kooge      | 3    |
| 8. | Henk Tijm      | 2    |
| 8. | Nico Wagemaker | 2    |
| 10. | Cor Blaauw     | 1    |
| Onbekend doelpunt |                |      |
| – | Onbekend       | 1    |
| Totaal | Totaal         | 68   |